# فريدريك ميدوز
فريدريك ميدوز هو منافس ألعاب قوى كندي، ولد في عقد 1880، وتوفي في 17 ديسمبر 1975.

## روابط خارجية
- فريدريك ميدوز على موقع أوليمبيديا (الإنجليزية)